# Гладышева, Юлия Николаевна
Ю́лия Никола́евна Гла́дышева (родилась 4 декабря 1981 года в г. Москва) — российская хоккеистка, нападающий сборной России по хоккею. Бронзовый призёр Чемпионата мира 2001 года, участник Зимних Олимпийских игр 2002 года в Солт-Лейк-Сити и Зимних Олимпийских игр 2006 года в Турине.

## Биография
Родители Юлии — Николай и Галина Гладышевы. Сначала Юлия занималась фигурным катанием в СДЮШОР «Крылья Советов», неоднократная чемпионка Москвы в своей возрастной категории. Затем увлеклась хоккеем.
Первые тренеры по хоккею — А. Лейкин, В. Егоров. Тренеры — В. Долгушин, А. Анисимов. В сборной команде с 1999 года. Участница Олимпийских игр 2002 и 2006 годов, чемпионатов мира 1999, 2001 (бронзовый призёр), 2004 и 2005 годов.